# Bebe Daniels
Bebe Daniels (Dallas, Texas; 14 de enero de 1901 - Londres, Inglaterra; 16 de marzo de 1971) fue una actriz estadounidense. Empezó su carrera en la época del cine mudo y acabó trabajando para la radio y la televisión en el Reino Unido. Fue, además, una de las flapper más famosas de su época.

## Biografía
Bebe Daniels (nacida Phyllis Daniels en Dallas, Texas) era hija del dueño de una compañía itinerante de teatro y de una actriz de teatro. Desde pequeña, Bebe estudió teatro siguiendo la tradición familiar y a los catorce años empezó a trabajar en multitud de cortos para el director Hal Roach, junto a los actores Harold Lloyd o Snub Pollard.
En 1919 firmó un contrato para Paramount, donde logró sus mayores éxitos a cargo de directores como Cecil B. De Mille, siendo una de las actrices más destacadas de los años 1920.
Al llegar el cine sonoro la Paramount decidió prescindir de ella, que pasó entonces a RKO.
En 1930 se casó con el actor Ben Lyon y años después ambos se mudaron a Londres, Reino Unido, donde Bebe se ganó la vida en la radio y televisión, tras un intento fallido de volver a Hollywood.
Falleció de una hemorragia cerebral.

## Filmografía Parcial
- El Maravilloso Mago De Oz, 1910 - como Dorothy Gale.
- Male And Female, 1919
- The Affairs Of Anatol, 1921
- Swim Girl, Swim,1927
- Dixiana, 1930
- The Maltese Falcon, 1931 - como Ruth Wonderly.
- Reaching For The Moon, 1931
- La calle 42, 1933 - como Dorothy Brock.
- Counsellor At Law, 1933